# Frontenpark
Het Frontenpark is een stadspark en natuurpark aan de rand van het centrum van de Nederlandse stad Maastricht. In het park bevinden zich restanten van de vestingwerken van Maastricht, alsmede voorbeelden van industrieel erfgoed. Door herbestemming van industriële gebouwen ontwikkelt het gebied zich tevens als cultuurpark.

## Ligging
Het Frontenpark is grotendeels gelegen in de wijk Frontenkwartier; kleinere delen liggen in Caberg, Bosscherveld, Boschpoort en Boschstraatkwartier. Het park ligt grofweg ingeklemd tussen de wijken Brusselsepoort, Statenkwartier en Boschpoort. Aan de noordzijde wordt het gebied begrensd door de Fort Willemweg; aan de zuidzijde vormt de bebouwing langs de Statensingel en de Frontensingel de begrenzing. Het Frontenpark ligt op loopafstand van de Maastrichtse binnenstad. Het park is onder andere bereikbaar via de Brusselsestraat-Zakstraat, de Capucijnenstraat, de Maagdendries en de Boschstraat.
Het Frontenpark bestaat uit twee deelgebieden: de Hoge Fronten (eigenlijk: de Linie van Du Moulin) en de Lage Fronten (eigenlijk: de Nieuwe Bossche Fronten). Om die reden wordt ook wel gesproken van het Hoge Frontenpark en het Lage Frontenpark. Ook de langgerekte strook 'spontane natuur' langs de Zuid-Willemsvaart, tussen het Bassin en de Fort Willemweg, wordt tot het Frontenpark gerekend. Een deel van deze strook, ter plekke van een gesloopte afrit van de Noorderbrug ("de krul"), draagt de naam Baron Dibbetspark. Het groengebied rondom het Fort Willem I wordt niet tot het Frontenpark gerekend.

## Geschiedenis: vestingwerken en industrie
Al in de 16e eeuw lagen er buiten de tweede middeleeuwse stadsmuur van Maastricht buitenwerken, bestaande uit aarden wallen, soms met houten palissaden, gescheiden door natte en droge grachten. Deze hadden grotendeels een tijdelijk karakter en er is dan ook niets van bewaard gebleven. Vanaf de 17e eeuw vond een geleidelijke verstening van de vestingwerken plaats. Het gebied dat nu bekendstaat als de Linie van Du Moulin werd van 1772 tot 1777 vrijwel geheel vernieuwd naar plannen van kolonel-ingenieur Carel Diederik du Moulin. Dit is momenteel (2019) het best bewaarde deel van de vestingwerken van Maastricht.
Bij de Cabergerweg ging de Linie van Du Moulin over in de Nieuwe Bossche Fronten, een lager gelegen gebied dat gekenmerkt werd door natte grachten tussen de vestingwerken. Dit noordelijk deel werd in de periode 1816-22 volledig vernieuwd en droeg daarna de naam Nieuwe Bossche Fronten. In deze periode kwam ook het Fort Willem I tot stand, dat een vooruitgeschoven positie op de Caberg inneemt. Hoewel de onderlinge samenhang van de Hoge en Lage Fronten en het fort door de aanwezige verkeersinfrastructuur is verstoord, zijn de vestingwerken op veel plekken nog bewaard gebleven.
In het gebied van de Nieuwe Bossche Fronten ontwikkelde zich aan het eind van de 19e eeuw een semi-industrieel overslaggebied, waarbij soms restanten van vestingwerken en grachten werden hergebruikt. De natte gracht bij bastion B werd omstreeks 1885 ingericht als overslaghaven (de Havenkom), ter aanvulling van het al jaren te krappe Bassin. Ten behoeve van de industrie (o.a. de keramiekfabrieken van De Sphinx) werd een spoorwegemplacement aangelegd, waarvan sporen en perrons nog deels zichtbaar zijn. Van het goederenstation Maastricht Boschpoort (1903-54) is niets meer over. Enkele beeldbepalende gebouwen uit de industriële periode zijn wel bewaard gebleven, zoals een deel van de Cokesfabriek (Jan Wiebenga, 1912), de ronde gashouder (1956) en het kantoorgebouw (1957), het laboratorium en de schoorsteen van de Rubberfabriek Radium.
In de loop van de 20e eeuw raakte het gebied in verval. De bouw van de Noorderbrug begin jaren 1980 betekende een zware aanslag op de omgevingskwaliteit. De Frontensingel, Statensingel en Cabergerweg werden drukke doorgangswegen. Op het Van Gend & Loosterrein aan de Frontensingel, waar in 1997 een hevige brand woedde, werd door de gemeente een tijdelijk parkeerterrein ingericht.

## Toekomstplannen: natuur- en cultuurpark
Het Frontenpark, met name het deelgebied Lage Fronten, was jarenlang een verlaten gebied vanwege de slechte bereikbaarheid, de dichte begroeiing en het ontbreken van wandelpaden. Delen van de vestingwerken waren sterk vervallen. De Linie van Du Moulin werd als eerste gerestaureerd, van 1977-82 en van 1992-94. In 2013 werd een begin gemaakt met de restauratie van de Nieuwe Bossche Fronten en het aanleggen van wandelpaden in dit gebied.
Op vrijdag 26 april 2013 werd bij de ingang van de Nieuwe Bossche Fronten aan de Cabergerweg het officiële startsein gegeven voor de ontwikkeling van het Frontenpark door gedeputeerde Noël Lebens en wethouder Gerdo van Grootheest. Het plan van de gemeente Maastricht was om het verwilderde natuurgebied stap voor stap om te vormen tot een cultuur- en landschapspark. De bedoeling was dat het gebied aan de noordwestkant van de stad zich als tegenhanger van het bestaande Stadspark aan de zuidzijde zou ontwikkelen. In tegenstelling tot dit park, moet het Frontenpark "ruiger en avontuurlijker" blijven.
De ontwikkeling van het Frontenpark is mogelijk geworden door ingrijpende veranderingen in het wegennet rond het gebied, uitgevoerd tussen 2013 en 2018. Door de verschuiving van de aanlanding van de Noorderbrug in noordelijke richting, is de verkeersdruk op de Cabergerweg en de Frontensingel aanzienlijk verminderd. Daardoor is de verkeersbarrière tussen het nieuwe Sphinxkwartier en het Frontenpark voor een deel opgeheven. In 2018-2019 wordt een voetgangerstunnel onder de Cabergerweg aangelegd, waardoor de Hoge en Lage Fronten met elkaar verbonden worden.
Het Frontenpark speelde een rol in de Maastrichtse kandidatuur voor de titel culturele hoofdstad van Europa 2018. In de plannen daarvoor was het de bedoeling dat in het park een veelheid aan culturele activiteiten zou plaatsvinden, waarbij experimenten en burgerparticipatie mogelijk moesten zijn. Het Frontenpark zou, in navolging van het tijdelijke Sphinxpark, een "park van inspiratie" worden met ruimte voor kleinschalige openluchtvoorstellingen (theater, film, muziek), beeldende kunst en stadslandbouw. Ondanks het feit dat de Maastrichtse kandidatuur in 2013 niet gehonoreerd werd, hebben zich inmiddels toch diverse culturele organisaties gevestigd in de industriële monumenten aan de rand van het park. Het voormalige kantoorgebouw van de rubberfabriek Radium-Vredestein wordt gebruikt door de culturele organisaties Kunstfront en Mandril Cultural and Political Centre. Het LABgebouw is eveneens een cultuurcentrum met onder andere ruimte voor Toneelgroep Maastricht (sinds 2016) en het Forza Fashion House, een modewerkplaats van Fashionclash (sinds 2017). De gashouder wordt incidenteel verhuurd voor feesten en manifestaties. De Cokesfabriek wordt vanaf 2019 door de kunstenaar-meubelontwerper Valentin Loellmann ontwikkeld tot een cultuurcentrum met internationale uitstraling.
Bij de ontwikkeling van het Frontenpark zijn meerdere partners betrokken. Zo beheert het Centrum voor Natuur en Milieu Educatie de flora en fauna in het park en onderhoudt de Stichting Maastricht Vestingstad de restanten van de vestingwerken. Het instituut voor architectuur, stedenbouw en vormgeving Bureau Europa is vanwege de opgedane ervaring met het Sphinxpark gevraagd het proces van de vorming van het Frontenpark te begeleiden.

## Beschrijving
Het Frontenpark, jarenlang een vergeten en ontoegankelijk gebied, is anno 2022 een modern vormgegeven park met een grote diversiteit aan landschappelijke, ecologische en cultuurhistorische waarden. Het park is vrij toegankelijk voor wandelaars; honden moeten vanwege de kwetsbare natuur aan de lijn. Fietsers en gemotoriseerd verkeer zijn niet toegestaan.

### Natuur
In het Frontenpark is de natuurontwikkeling deels spontaan verlopen. In het deelgebied Hoge Fronten heeft dit in het verleden geleid tot verwildering en aantasting van de vestingbouwwerken. De Hoge Fronten zijn sinds 1993 een Beschermd Natuurmonument. Op, in en tussen de voormalige verdedigingsmuren, aarden wallen en droge grachten groeien algemene en zeldzame plantensoorten. De begroeiing wordt met behulp van begrazing door schapen onder controle gehouden.
In het park leven een aantal beschermde diersoorten, onder andere muurhagedis, bruine kikker, hazelworm en wijngaardslak. Verder kunnen er diverse soorten muizen en vleermuizen, vossen, bunzingen, egels en een vijftigtal soorten vogels worden aangetroffen. In Maastricht leeft de meest noordelijke autochtone populatie van de muurhagedis (Podarcis muralis) in Europa, tevens de enige natuurlijke habitat in Nederland. De reptielen komen voor op oude vestingmuren in zowel de Hoge als de Lage Fronten. De populatie heeft zich in de jaren 1980 uitgebreid over het industrieterrein Bosscherveld en de daar gelegen spoorweg Maastricht-Hasselt. In verband met de heringebruikname van deze spoorlijn zijn ter compensatie stapelmuren gebouwd langs het spoor. In 2013 is een project gestart om alle geïsoleerde populaties met elkaar te verbinden en zo te komen tot een metapopulatie muurhagedissen, om zodoende de kwetsbaarheid van de soort te verminderen. Daartoe zijn onder andere stapelmuren en schanskorven gebouwd en steen- en takkenhopen opgeworpen om kunstmatige biotopen te creëren voor zowel de muurhagedis als andere soorten, zoals de hazelworm.
In 2017 is een 'vleermuizenhotel' ingericht in een verlaten havenmeestershuisje in de Lage Fronten, deels ter vervanging van de Gasfabriek, waar zich een grote vleermuizenpopulatie bevond. In hetzelfde havenmeestershuisje is een uitkijkpunt ingericht, waar onder andere de ijsvogel gespot kan worden. Verder is in het park een 'sky hive solar' geplaatst, een experimentele bijenkorf op een 7 m hoge paal, die met behulp van zonne-energie omhoog en omlaag getakeld kan worden.
In het gebied Hoge Fronten bevindt zich een meetstation luchtkwaliteit, waarvan de resultaten online beschikbaar zijn.

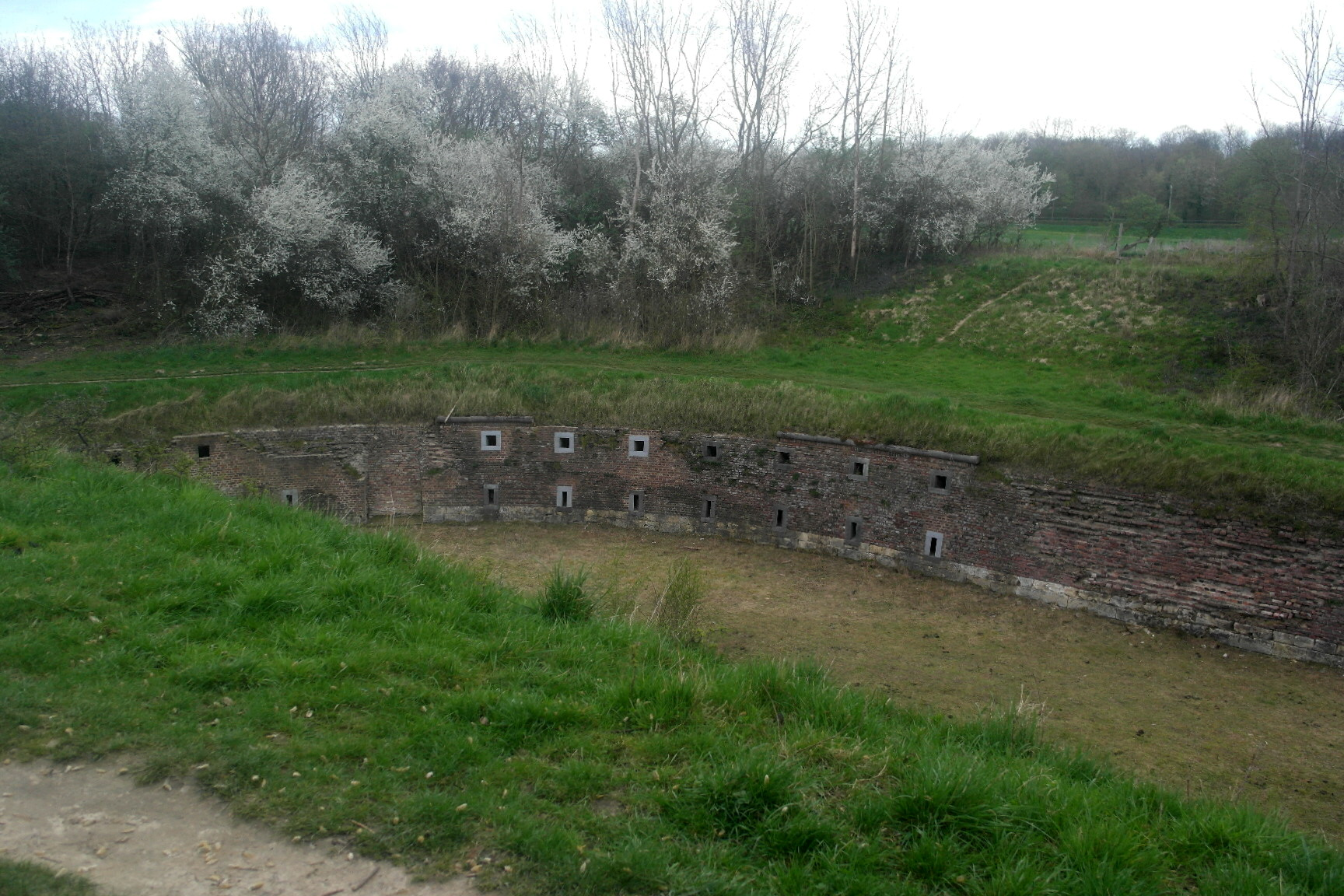
Natuur Hoge Fronten
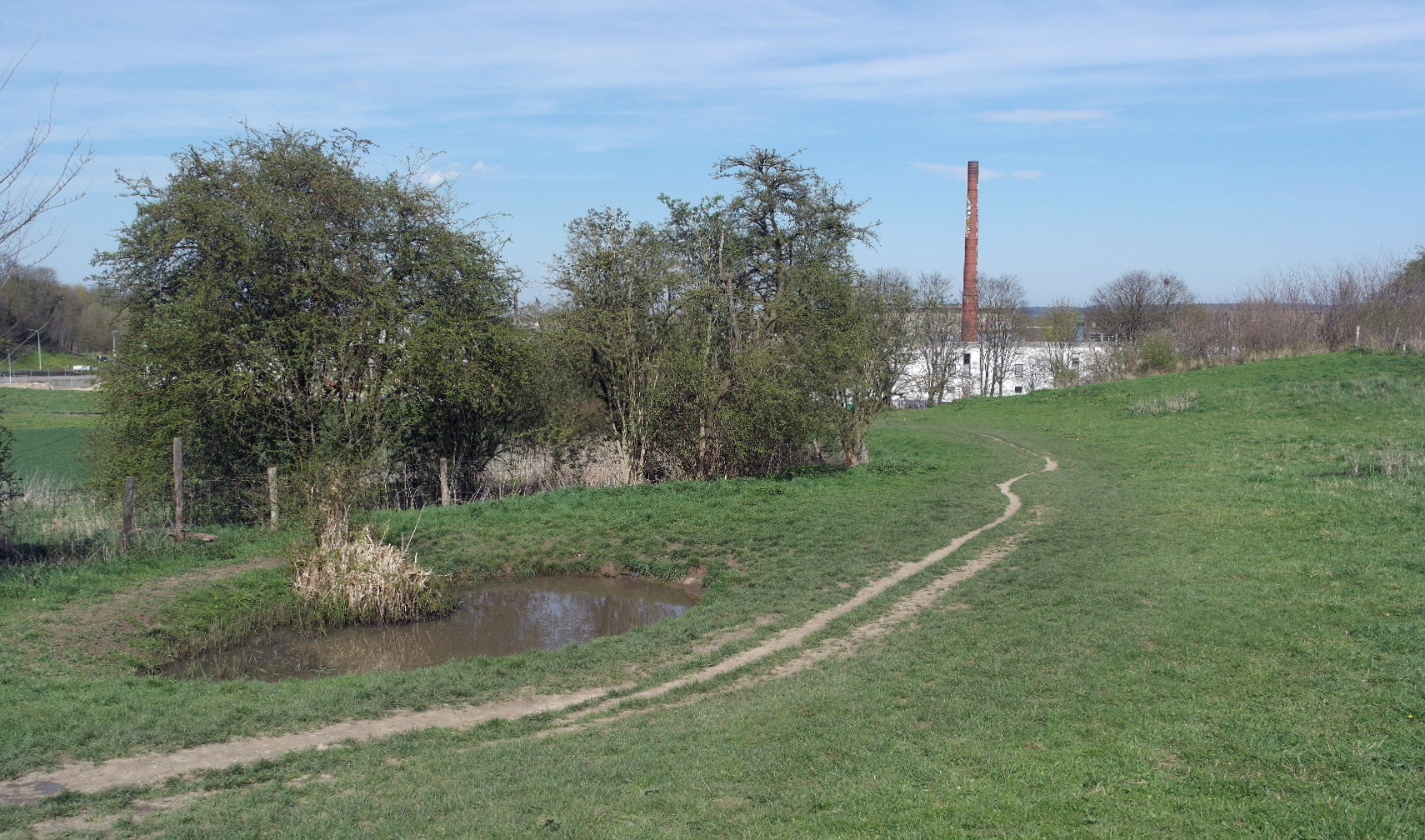
Paddenpoel Hoge Fronten
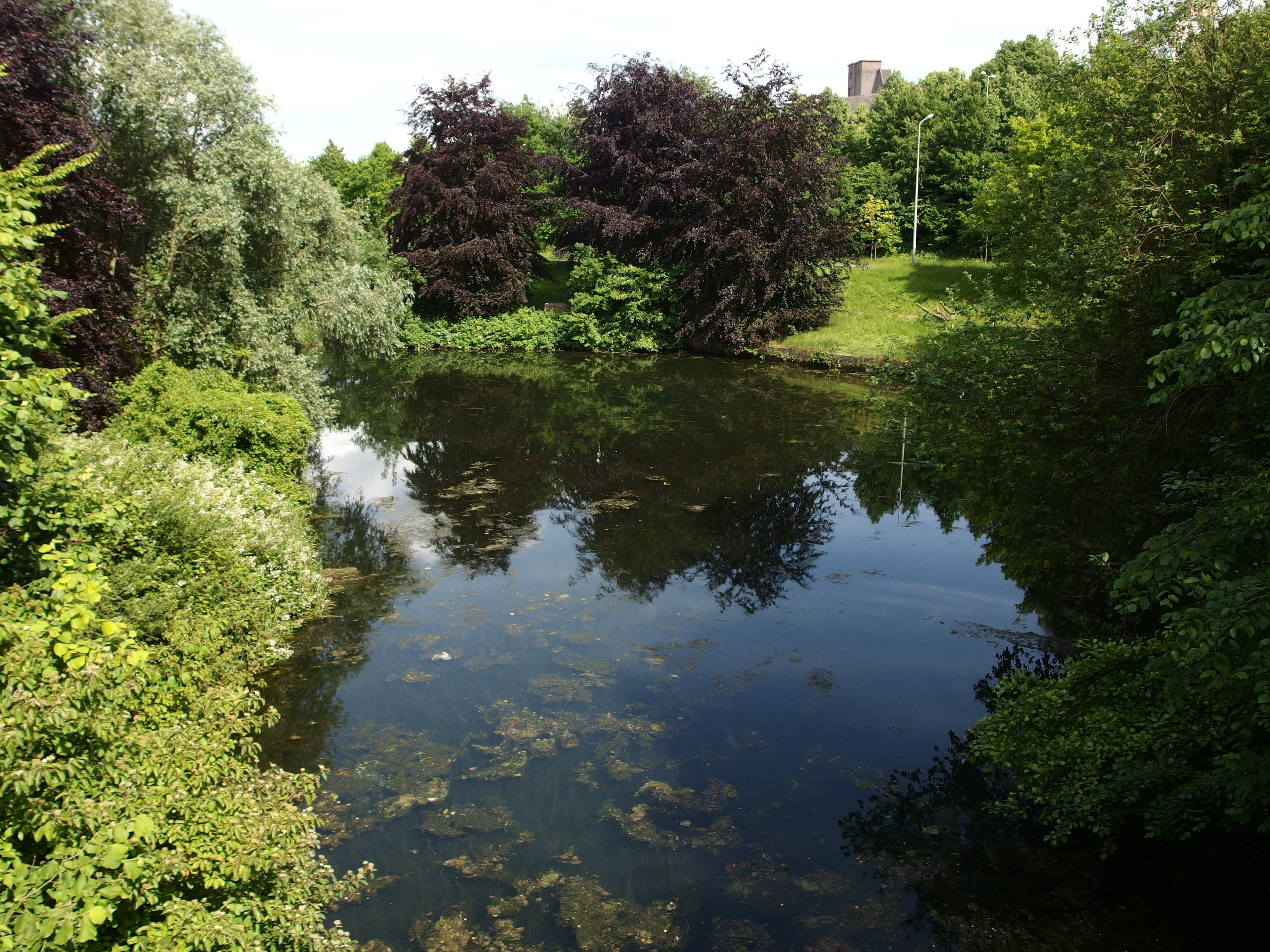
Havenkom Lage Fronten
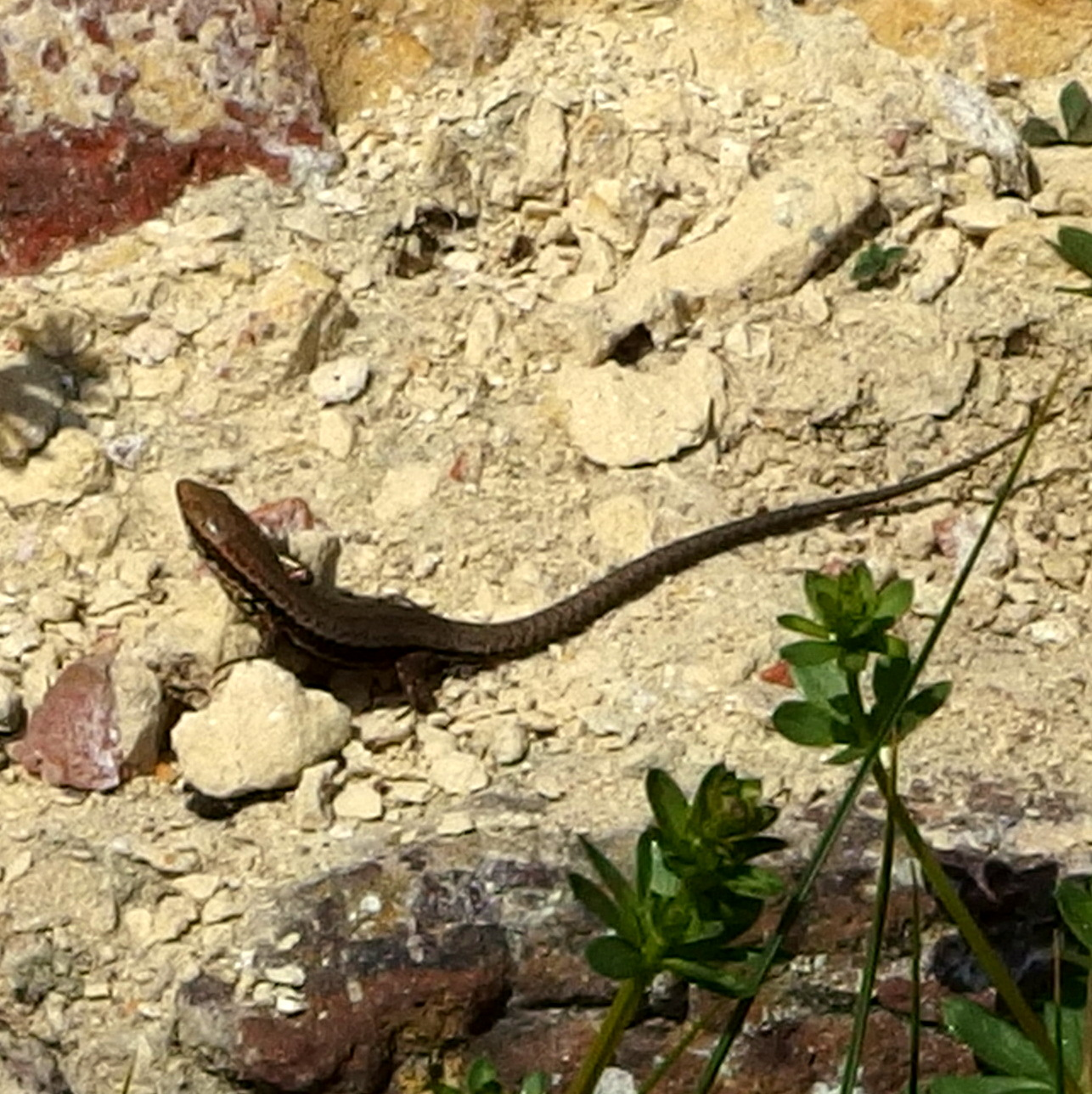
Muurhagedis op vestingmuur

### Vestingwerken
In het Frontenpark zijn diverse 17e-, 18e- en 19e-eeuwse vestingwerken bewaard gebleven, inclusief caponnières, kazematten en droge of natte grachten. De belangrijkste in het Hoge Frontenpark zijn: de bastions Saxen (1688; vernieuwd in 1771 en 1776), Holstein (idem), Prins Frederik (1776), Stadhouder (1776) en Erfprins (1777), de couvre-face Du Moulin (1776), en de lunetten Zeeland, Holland en Gelderland (1773-75). Hier ligt tevens een uitgebreid netwerk van ondergrondse verdedigingswerken. In het Lage Frontenpark zijn bewaard gebleven: delen van de bastions A (inclusief kazemat) en B en de kazematten van de ravelijnen a en c.

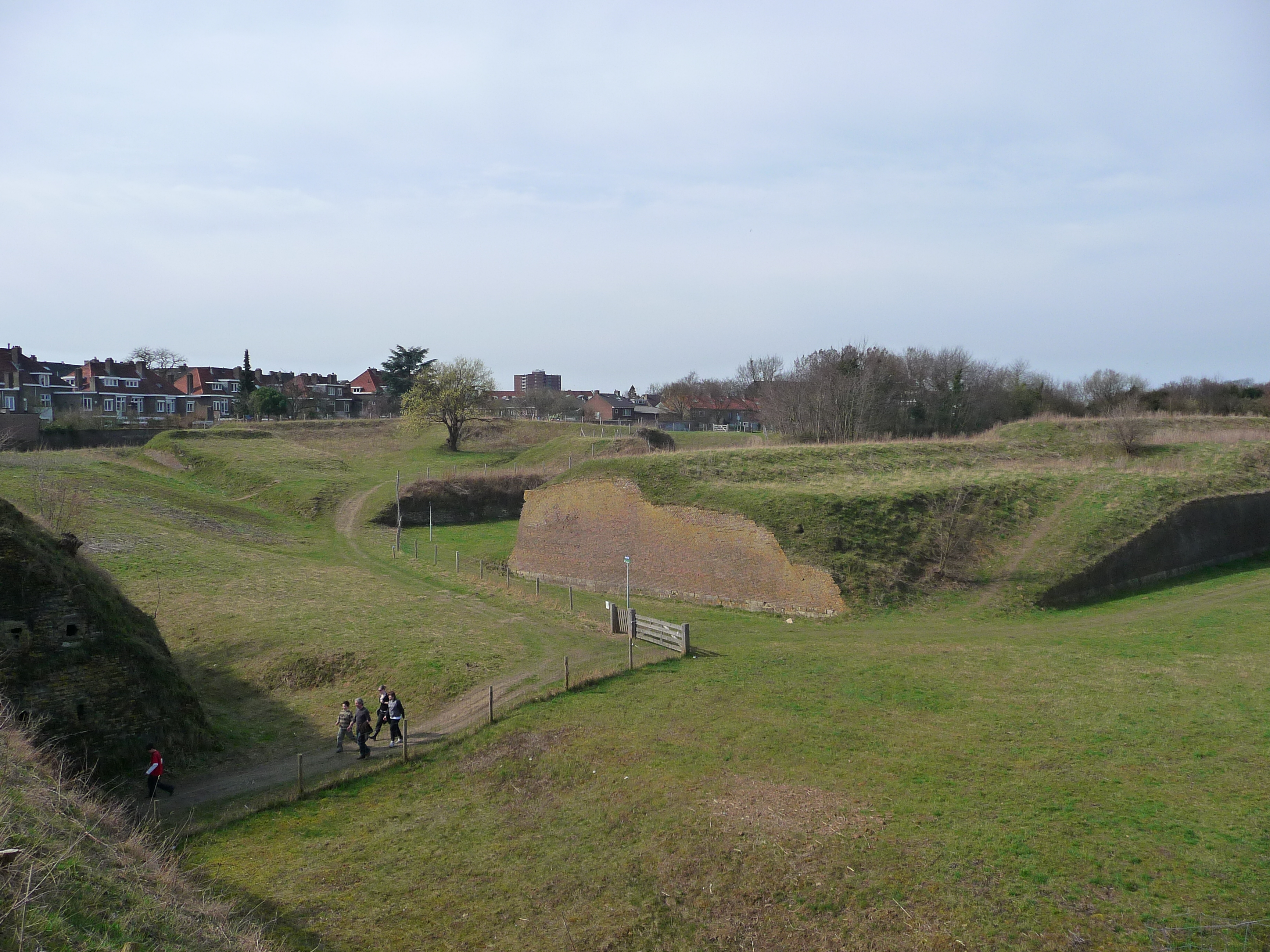
Lunet Zeeland en couvre-face Du Moulin
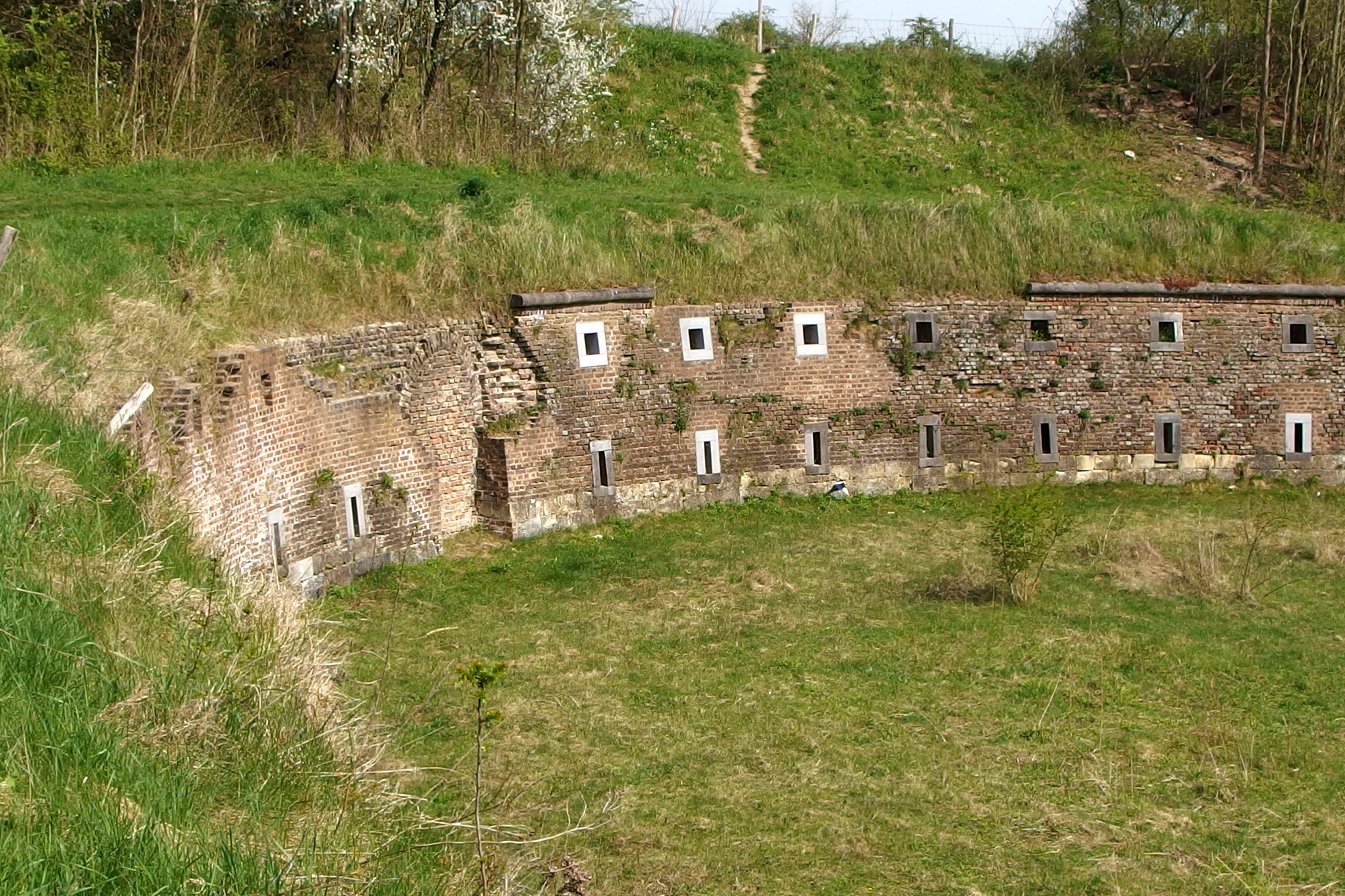
Caponnières van bastion Erfprins
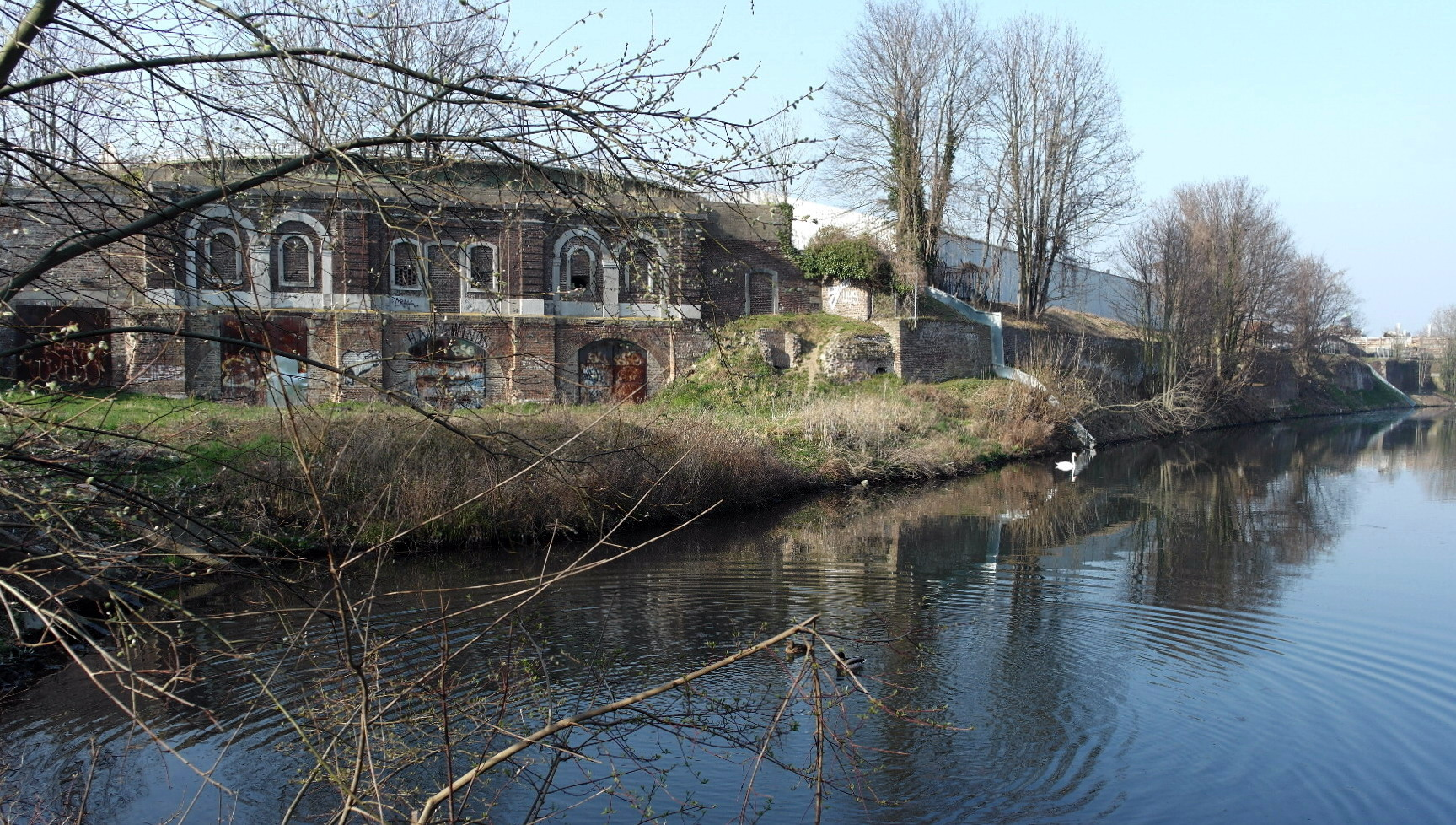
Ravelijn a
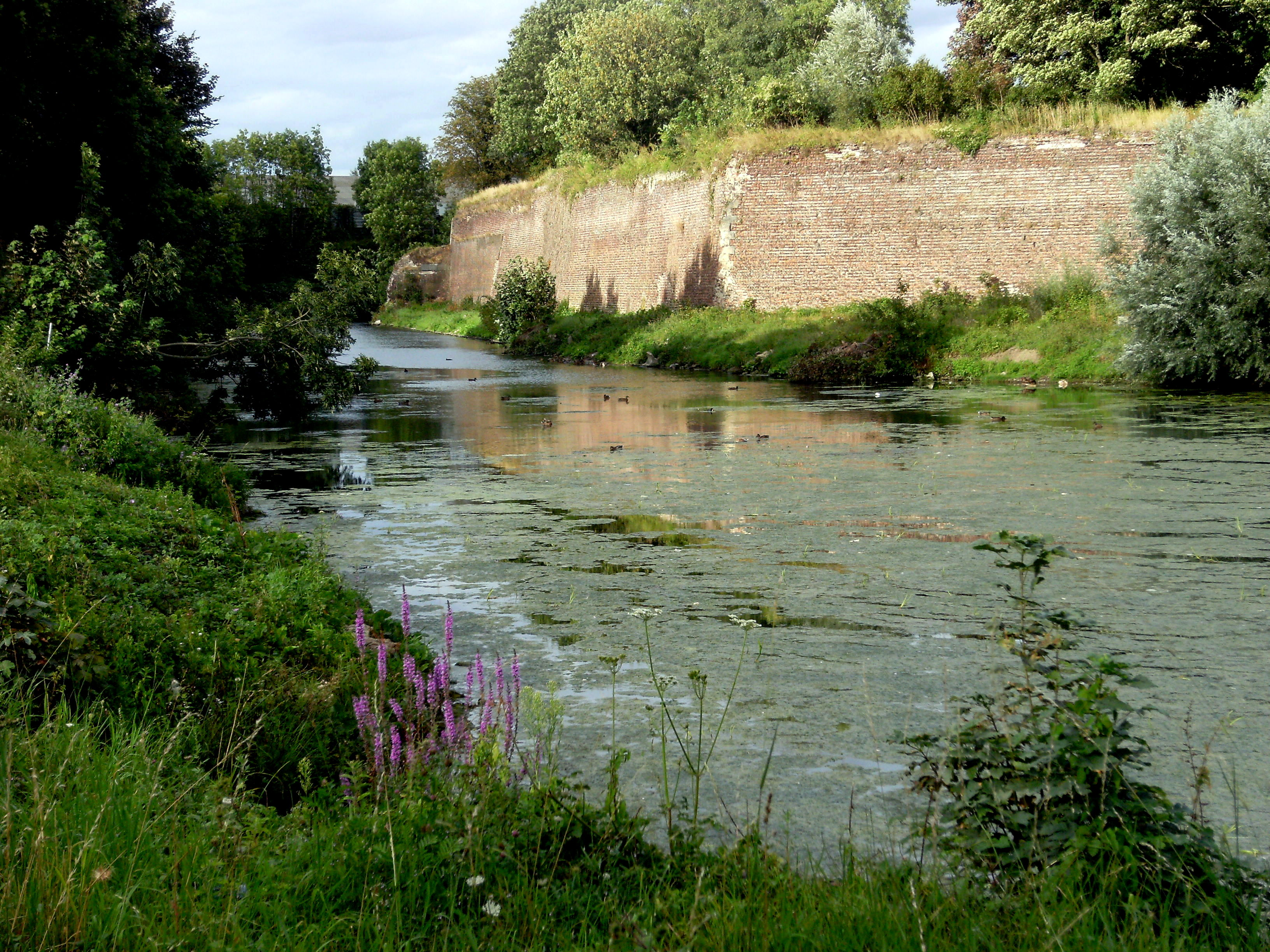
Bastion B

### Industrieel erfgoed
In het Frontenpark - met name in het deelgebied Lage Fronten - zijn nog volop sporen te vinden van het industriële verleden van Maastricht. Enkele beeldbepalende gebouwen uit de industriële periode zijn bewaard gebleven, zoals de cokesfabriek (Jan Wiebenga, 1912; sinds 2005 een rijksmonument), de ronde Gashouder (1956) aan de Lage Frontweg, het kantoorgebouw van de rubberfabriek Radium op de hoek Cabergerweg-Lage Frontweg (1957; een gemeentemonument), evenals de bakstenen schoorsteen (in 2018 gerestaureerd) en een laboratoriumcomplex van hetzelfde bedrijf. Verder zijn er restanten van de infrastructuur, die in de 19e eeuw ten behoeve van de industrie is aangelegd, zoals de Zuid-Willemsvaart, de Havenkom en enkele spoorlijnen. Een overblijfsel van een afrit van de Noorderbrug ("de krul") is in het park opgenomen bij wijze van eigentijdse folly. Naast de krul is in 2022 een natuurspeelplaats ingericht.

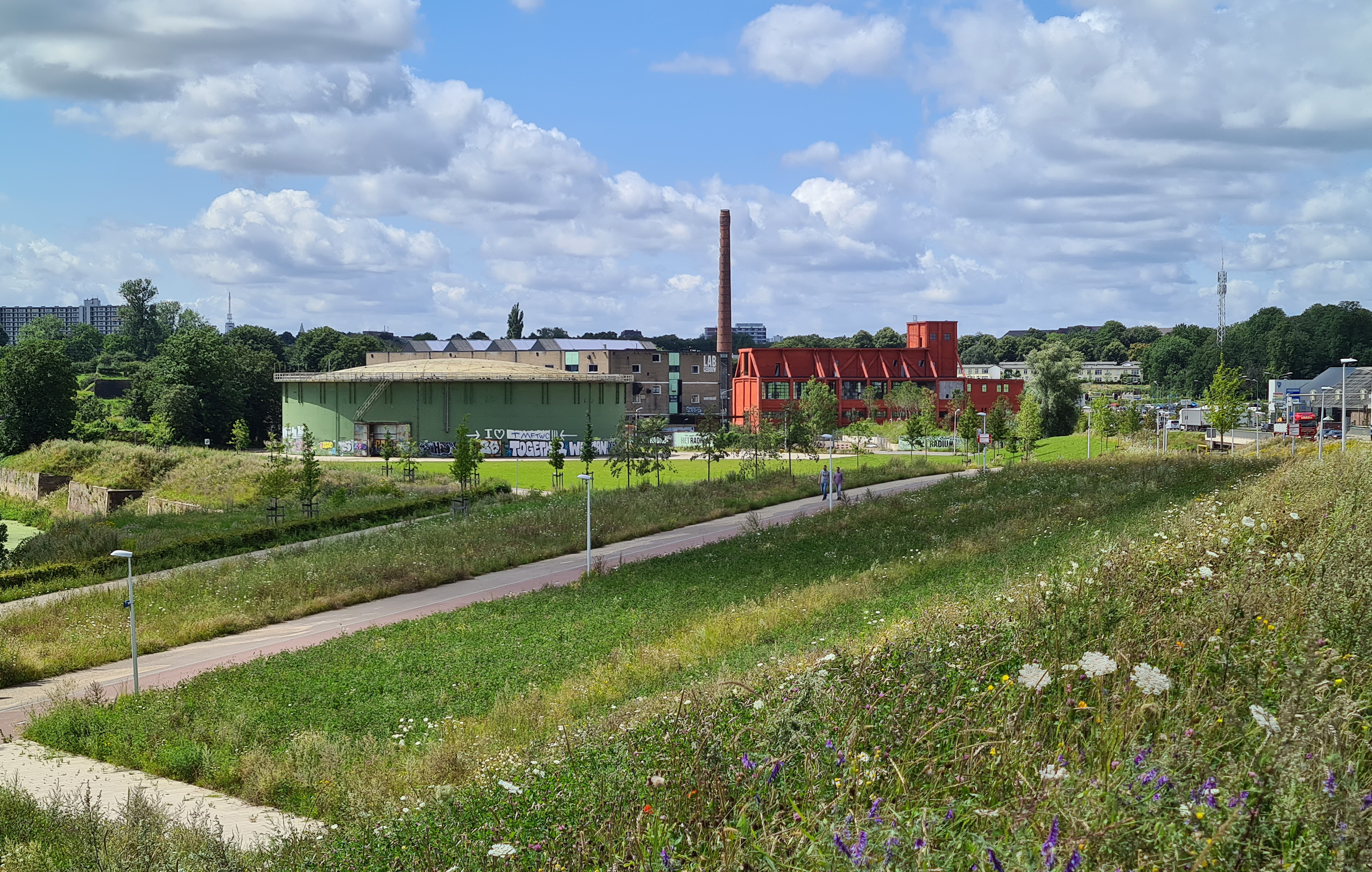
Gashouder en Cokesfabriek vanaf de Noorderbrugsingel
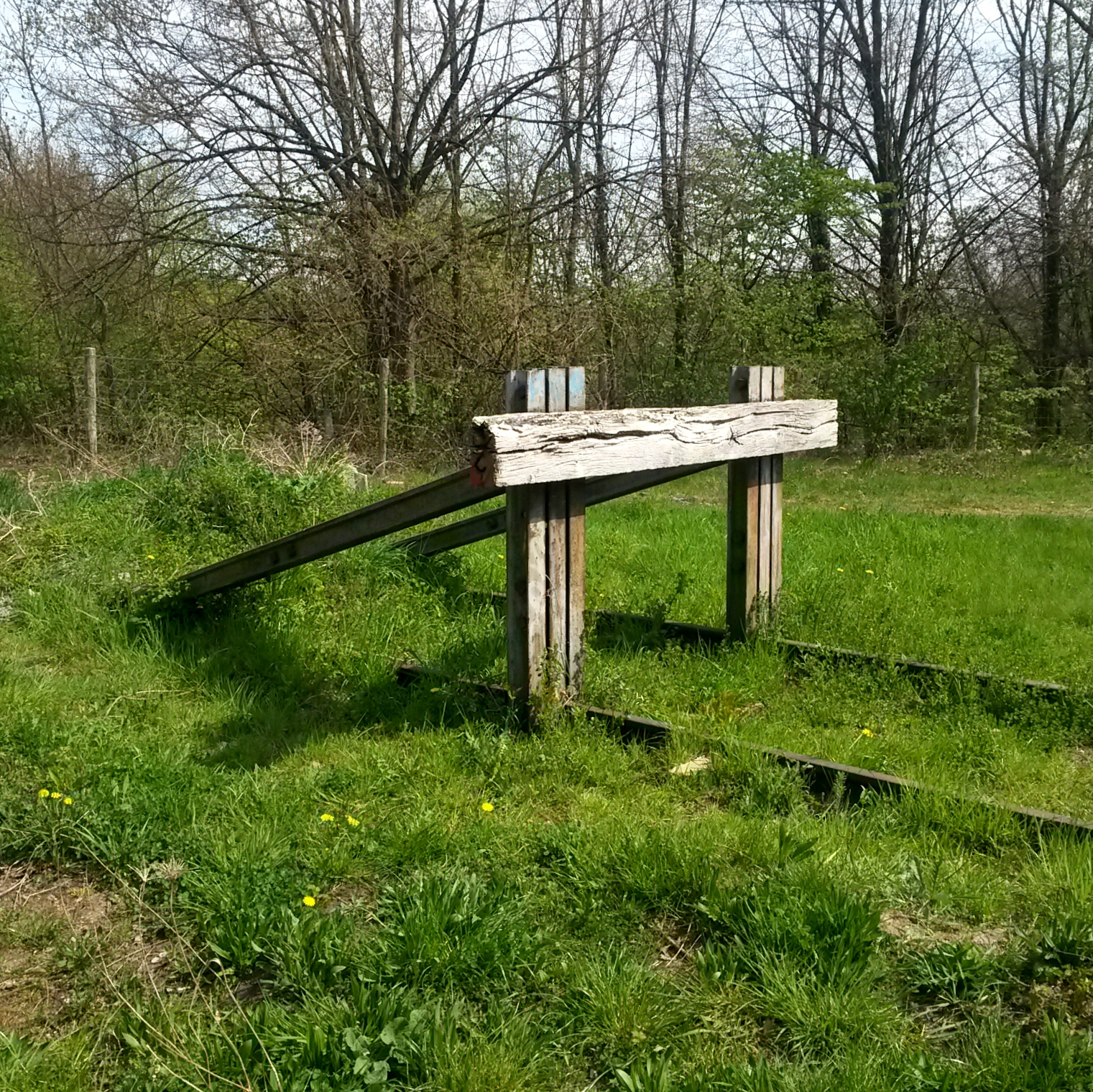
Restant spoorlijn
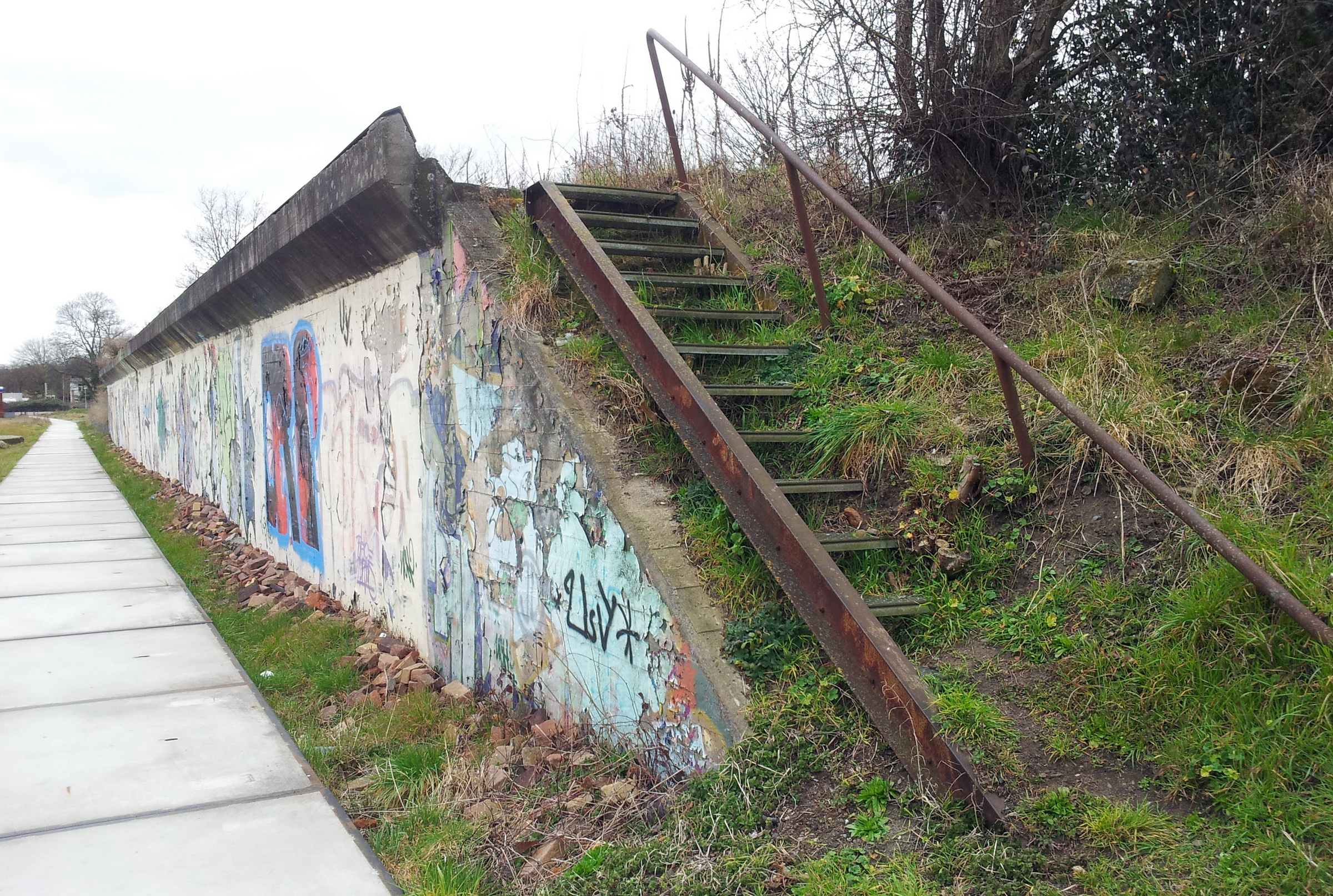
Voormalig laadperron(?)
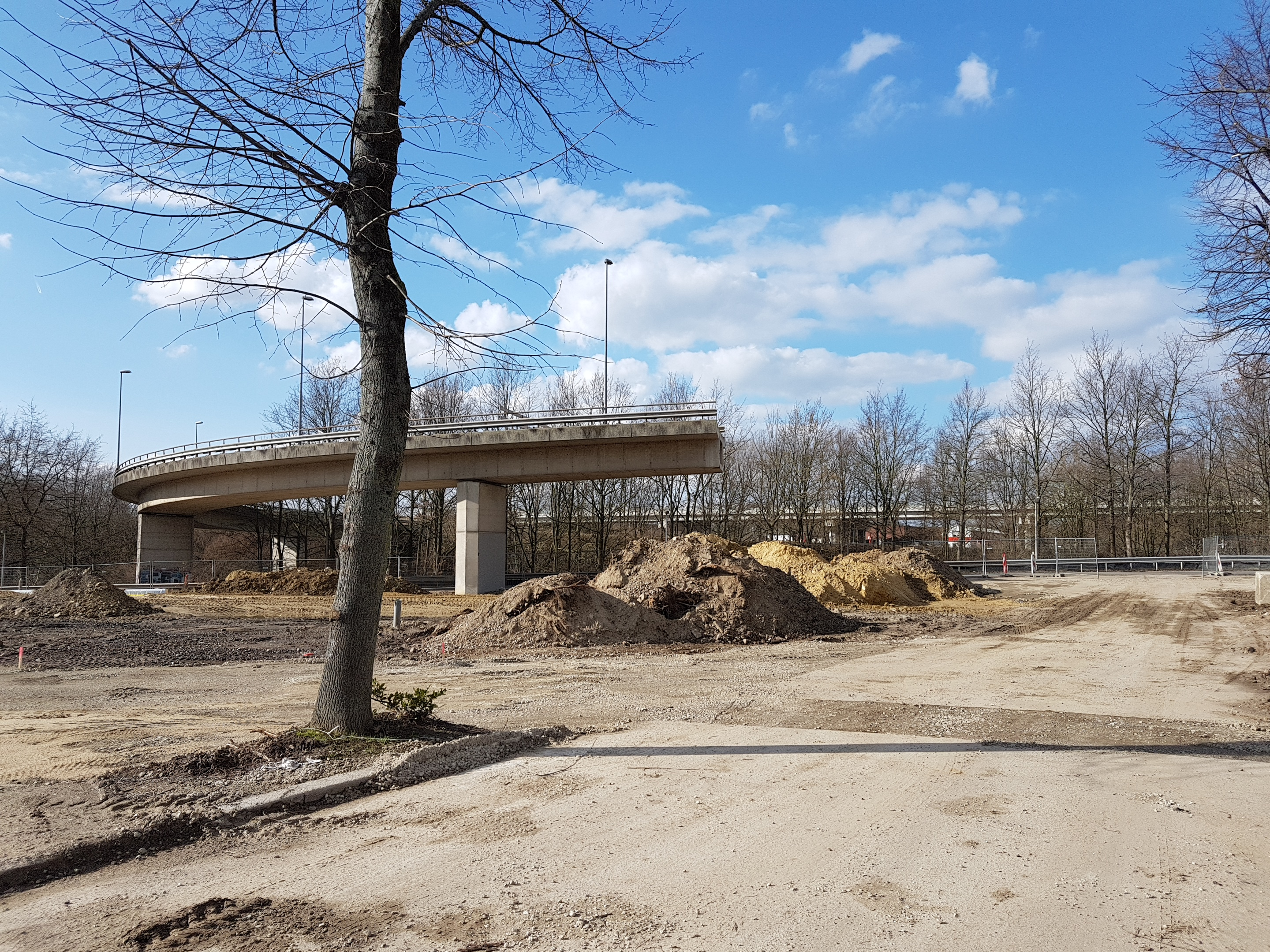
Parkaanleg rondom "de krul"